# Wolfgang Seeliger

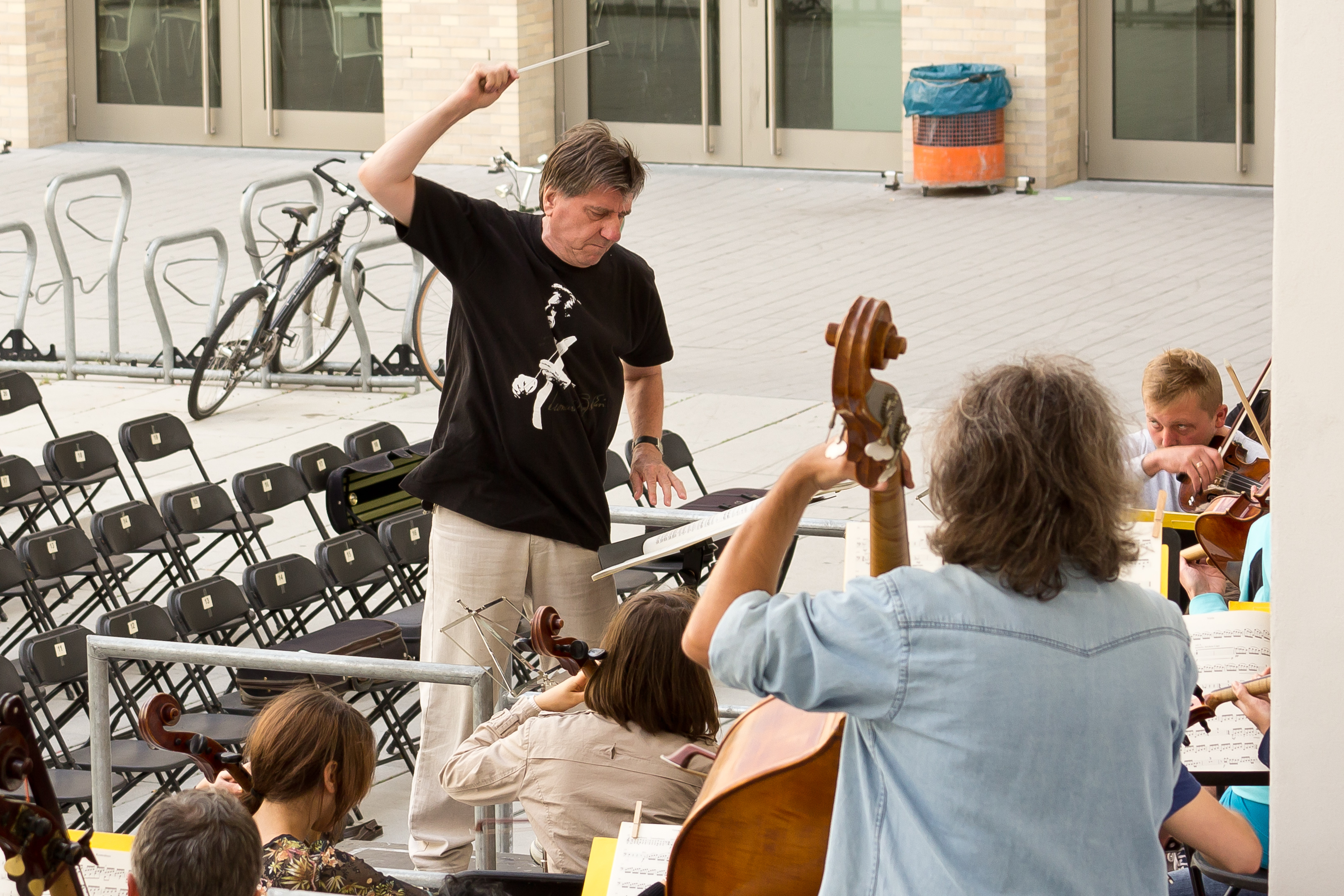
Generalprobe mit Wolfgang Seeliger (Sommer 2013)

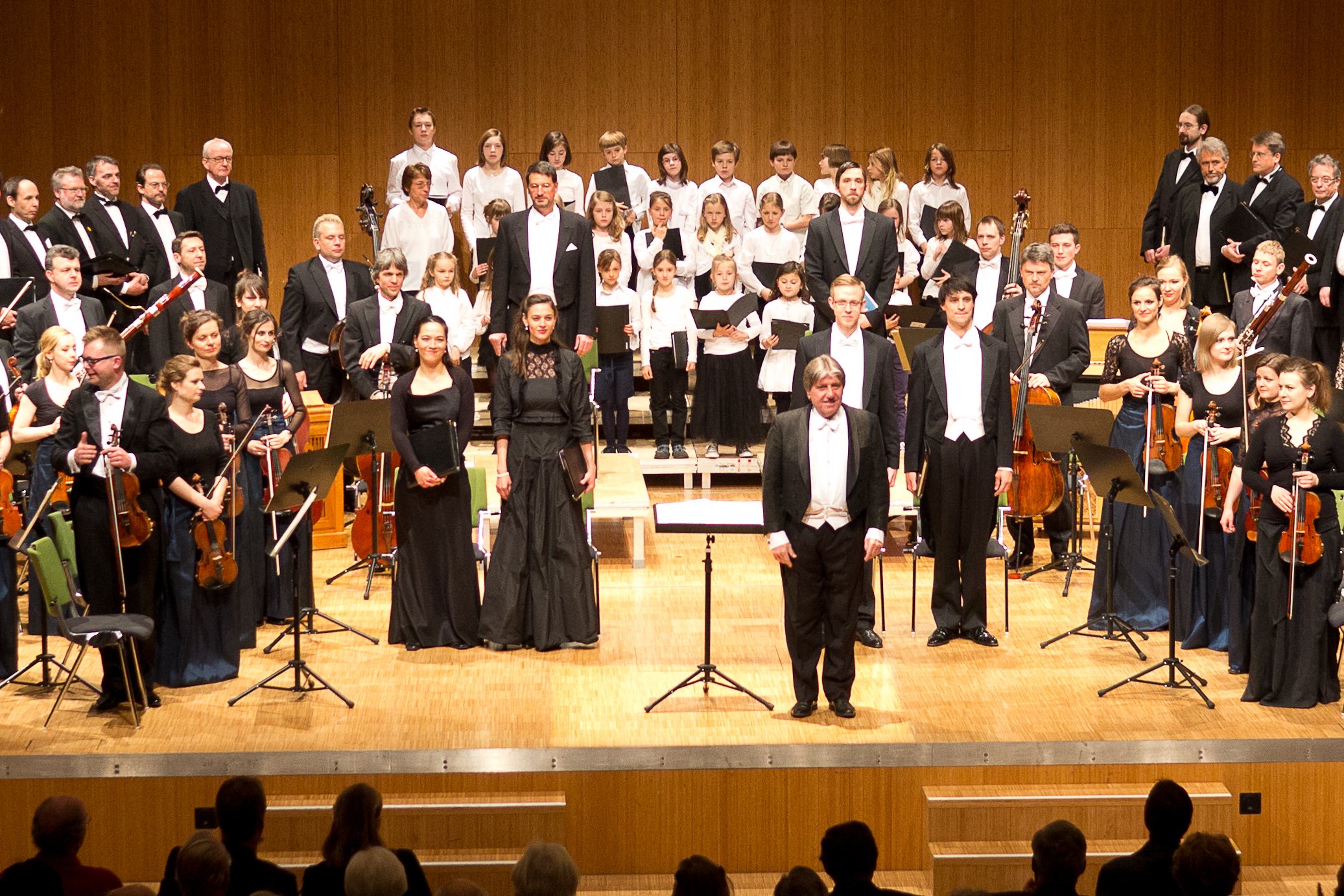
Aufführung der Matthäuspassion an Karfreitag 2014

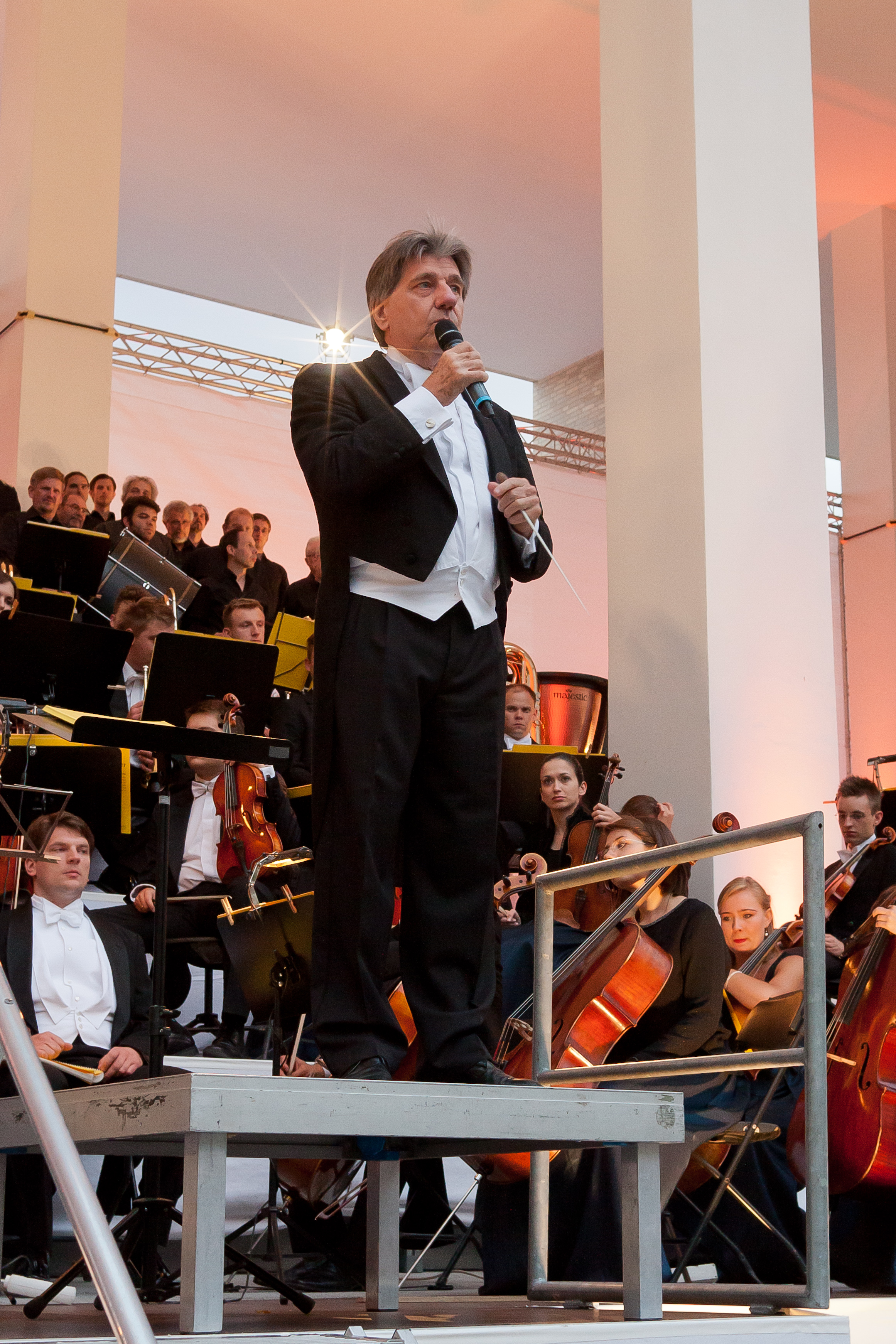
Wolfgang Seeliger 2013

Wolfgang Seeliger (* 30. Mai 1946 in Heidelberg) ist ein deutscher Dirigent und Chorleiter.

## Leben und Werk
Seeliger erhielt seine musikalische Ausbildung am Salzburger Mozarteum und an der Universität Salzburg bei Hans Swarowsky, dem Mentor der modernen Orchestererziehung. Zu seinen weiteren Lehrern in Salzburg zählten Gerhard Wimberger, Helmut Eder und Nikolaus Harnoncourt, der ihn mit seiner Auffassung von Musik als Sprache nachhaltig beeinflusste.
Wolfgang Seeliger vervollständigte seine Ausbildung bei den Dirigenten Kirill Kondraschin, Franco Ferrara und Herbert von Karajan, mit dem ihn enge persönliche Kontakte verbanden. 1983 war er Assistent von Sir Colin Davis, ab 1984 bei Leonard Bernstein. Von 1984 bis zu dessen Tod im Jahr 1990 kam es bei allen Konzerten und Aufnahmen von Bernstein in Deutschland zu einer engen Zusammenarbeit zwischen den Dirigenten.
Seitdem ist er als Dirigent und Chordirektor an mehreren Opernhäusern und Rundfunkanstalten tätig. 1982 folgte er einem Ruf als Dozent für Orchesterdirigieren an die Hochschule für Musik und Darstellende Kunst Mannheim. Darüber hinaus wirkt er weiterhin als Leiter verschiedener Chor-, Orchester- und Dirigentenkurse.
Schon während seiner Schul- und Studienzeit war Wolfgang Seeliger in der österreichischen Jazz-Szene integriert und arbeitete u. a. mit Friedrich Gulda zusammen. Auch während der intensiven Zusammenarbeit mit Bernstein hat ihn diese Musik beschäftigt und beeinflusst. So folgt er auch dessen Devise: „Es gibt nur gute und schlechte Musik, aber keinen Unterschied zwischen U- und E-Musik“.
1977 gründete er den Konzertchor Darmstadt, dessen Leiter er bis heute ist. Von 1994 bis 2000 war Wolfgang Seeliger künstlerischer Leiter der von ihm ins Leben gerufenen Sommerspiele Jagdschloss Kranichstein. 2001 gründete er die Darmstädter Residenzfestspiele. Über die zahlreichen Konzertverpflichtungen als Dirigent seiner Darmstädter Ensembles hinaus arbeitet Wolfgang Seeliger als Gastdirigent mit verschiedenen Orchestern und Chören zusammen, z. B. mit den Münchner Philharmonikern, dem Mozarteumorchester Salzburg, der Staatsoper São Carlos Lissabon, dem Rundfunkorchester Hilversum sowie den verschiedenen deutschen Rundfunkchören. Von April 2007 bis Sommer 2010 war er darüber hinaus künstlerischer Leiter der Akademischen Philharmonie Heidelberg, deren Ehrendirigent er nun ist.
Wolfgang Seeliger erschloss seinen Ensembles ein stilistisch umfassendes Repertoire, das weniger bekannte und ungewöhnliche Musik in gleichem Maße einschließt wie die Standardwerke der Chor- und Orchesterliteratur von der alten bis zur zeitgenössischen Musik. Er hat ebenfalls zahlreiche Uraufführungen von Werken zeitgenössischer Komponisten geleitet oder diese einstudiert; daneben gilt sein Interesse auch nahezu vergessenen Komponisten der Darmstädter Musikgeschichte, etwa Christoph Graupner und Carl Amand Mangold.

## Würdigungen
Im Juni 2006 wurde Seeliger vom Hessischen Ministerium für Wissenschaft und Kunst für sein Lebenswerk, mit dem er in besonderer Weise zur kulturellen Entwicklung des Landes Hessen beigetragen hat, und für seine Verdienste als „Kulturbotschafter für Darmstadt in aller Welt, für Hessen und für Deutschland“ mit der Goethe-Plakette des Landes Hessen ausgezeichnet.
2019 erhielt er das Verdienstkreuz am Bande des Verdienstordens der Bundesrepublik Deutschland.